# SpongeBob SquigglePants
«SpongeBob SquigglePants» — видеоигра, основанная на мультсериале Губка Боб Квадратные Штаны, разработанная компанией «WayForward», и изданная компанией «THQ» в 2011 году для Wii и Nintendo 3DS.

## Геймплей
«SpongeBob SquigglePants» состоит из более чем 100 мини-игр, которые требуют использования игрового планшета uDraw. Каждая игра имеет ограничение по времени в несколько секунд и может быть опробована только пять раз, прежде чем потерпеть неудачу. Из примеров: «Flying Disc of the Deep» где игрок щёлкает стилусом, чтобы бросить фрисби Лобстеру Ларри; «That Takes the Spongecake», где игрок наклоняет планшет, чтобы помочь Губке Бобу задуть все свечи праздничного торта; «A Bridge Abridged», где игрок проводит быструю линию между двумя скалами, чтобы создать мост для Планктона, чтобы пересечь его и захватить его желанный крабсбургер.
Игра также имеет выступления от Пирата Пэтчи, президента фан-клуба Губки Боба, в качестве ведущего. Пэтчи ведёт игроков через игру, делает неожиданные появления и взаимодействует с игроками, когда они играют в мини-игры. Игра также позволяет игрокам в цифровом виде рисовать и раскрашивать с помощью функции рисования свободного режима или выбирать из нескольких марок на тему Губки Боба. Благодаря эксклюзивной возможности uDraw экспортировать работы игроков в слот для SD, игроки также могут поместить свои рисунки в коллекции артов Губки Боба у Пэтчи, или на холодильнике. Возможность использования SD-карты также позволяет обмениваться работами с друзьями по электронной почте или сохранять их на компьютерах.

## Разработка
Игра «SpongeBob SquigglePants» была анонсирована в марте 2011 года. Разработчики хотели, чтобы игроки «запечатлели веселье и волнение Губки Боба и его друзей и дали фанатам новый способ испытать мир Бикини Боттом». Игра также была разработана для того, чтобы побаловать поклонников стилями из хранилища Nickelodeon.

## Отзывы
| Сводный рейтинг | Сводный рейтинг |
| Агрегатор       | Оценка          |
| --------------- | --------------- |
| GameRankings    | 64,18 %         |

Игра получила в основном смешанные отзывы.
Кристофер Хили из «Common Sense Media» дал игре четыре звезды из пяти. Хили предупредил родителей о мультяшном насилии в нескольких мини-играх, но похвалил игру за лёгкость игр и её стиль. В своём обзоре для «USA Today» Джинни Гудмундсен оценила игру в три звезды из четырёх, сказав, что игра стоит того из-за её нового геймплея.  Дэйв Радден из «GamePro» дал версии 3DS 3 звезды, сказав, что «THQ и Wayforward Technologies заслуживают некоторой похвалы за создание игры, которая чувствует себя так же близко к первой партии, как и все, что было замечено на 3DS, поскольку «SpongeBob SquigglePants» — это самая близкая игра, которая когда-либо подходила к формуле WarioWare. Однако, к сожалению, отсутствие в игре новых идей, контента и достойных 3D-эффектов лишает игру какой-либо ценности».